# 長鰭狼綿鳚
長鰭狼綿鳚，為輻鰭魚綱鱸形目绵鳚亞目绵鳚科的其中一種，分布於西北太平洋區的日本海域，屬底棲性魚類，棲息深度在水深200至303公尺，體長可達12.4公分。

## 扩展阅读
維基物種上的相關：長鰭狼綿鳚